# Faïza Kefi
Pour les articles homonymes, voir Kefi.
Faïza Kefi, née le 3 juillet 1949 à Tunis, est une femme politique tunisienne.

## Biographie
Elle est titulaire d'une maîtrise universitaire en droit public de la faculté de droit de Tunis et du diplôme de l'École nationale d'administration. Elle suit aussi une formation spécialisée en planification de l'éducation de l'Institut international de planification de l'éducation de l'Unesco. En 1971, elle entre comme chef de service au ministère de l'Éducation, et ensuite devient successivement sous-directrice, puis, directrice des statistiques et de la planification de l'éducation. En 1983, elle entre au ministère de la Promotion de la Femme et de la Famille en qualité de directrice des études de la planification. À ce titre, elle est membre de la délégation tunisienne à la Conférence mondiale des femmes organisée à Nairobi. Au lendemain de l'arrivée au pouvoir de Zine el-Abidine Ben Ali, le 7 novembre 1987, elle adhère au Rassemblement constitutionnel démocratique.
De 1986 à 1994, elle est directrice de la population et de la famille, puis directrice générale des ressources humaines au ministère du Plan et des Finances. Elle fonde au sein de ce ministère l'Institut de la recherche et d'études en population, qu'elle dirige. Elle devient également en 1989 conseillère municipale de l'Ariana, puis est élue députée pour la circonscription de l'Ariana lors des élections législatives de 1994. Elle est également présidente de l'Union nationale de la femme tunisienne de 1992 à 1999, lors de deux mandats consécutifs.
Le 22 avril 1999, elle remplace Mohamed Mehdi Mlika au poste de ministre de l'Environnement et de l'Aménagement du territoire. Première femme à occuper cette fonction, elle assiste au sommet des ministres de l'Environnement de Malmö (Suède), à la Conférence de La Haye sur les changements climatiques ainsi qu'à l'Exposition universelle de 2000 à Hanovre. Elle est remplacée à la tête du ministère par Mohamed Nabli le 23 janvier 2001.
Le 23 janvier 2001, elle est nommée ministre de la Formation professionnelle et de la Gestion publique, poste qu'elle occupe jusqu'au 8 octobre de la même année. Elle est également la première femme à occuper cette fonction. Le 31 octobre, elle est nommée ambassadrice de Tunisie en France en remplacement de Mongi Bousnina. Elle reste à ce poste jusqu'au 6 octobre 2003, lorsque Moncer Rouissi est nommée pour la remplacer.
Nommée première présidente de la Cour des comptes en mars 2004, elle conserve sa fonction jusqu'au 31 juillet 2011, date de son départ à la retraite.
Elle est, à partir du 20 septembre 2012, membre du comité exécutif élargi du mouvement Nidaa Tounes puis, dès novembre 2013, membre de son comité exécutif.